# عز الدين الكوراني
الأمير عز الدّين الكوراني سياسي وقائد عسكري مسلم،و أحد قادة حملة غَزْو بِلَاد النّوبَة عام 1287م بأمر من السلطان المنصور قلاوون سلطان مصر. حققت حملته انتصار ساحق و سوف يكون هذا الانتصار أحد اسباب لنهاية حكم الممالك النوبية المسيحية القبطية للسودان.

## نسبه
ينحدر من عائلة آل الكوراني وهي عائلة مصرية الأصل على المذهب الشافعي ، والكوراني أي نسبة الي "كور"، والكور هي صيغة جغرافية مقصود بها أهل القري في مصر (وأكثرهم من القبط)، و يرجح البعض أن عز الدين أصله من قري الصعيد.
انحدر من هذ العائلة العدد من الشخصيات السياسية و العسكرية في دَوْلَةُ بَنِي قَلَاوُونَ أبرزهم علاء الدين علي بن الكوراني الذي كان والي الغربية ، ثم صار والي القاهرة عام 764 هـ و ابنه حسام الدين حسن بن علاء الدين علي بن ممدود الكوراني الذي صار والي المنوفية عام 765 هـ وصار في عام 768 هـ، والي القاهرة وقام بخمد تمردات بلاد الشام و نال أعلي رتبة عسكرية في السلطنة المملوكية المصرية وهي مقدم آلف.

## فَتْحُ بِلَاد النّوبَة
فِي سادس ذِي الْحجَّة سنة 686 هـ توجه الْأَمِير علم الدّين سنجر المسروري الْمَعْرُوف بالخياط مُتَوَلِّي الْقَاهِرَة والأمير عز الدّين الكوراني و الأمير عز الدين ايدمر إِلَى غَزْو بِلَاد النّوبَة. وجرد السُّلْطَان الْمَنْصُور مَعَهُمَا طَائِفَة من أجناد الولايات بِالْوَجْهِ القبلي والقراغلامية وَكتب إِلَى الْأَمِير عز الدّين أيدمر السيفي السِّلَاح درا مُتَوَلِّي قوص أَن يسير مَعَهُمَا بعدته وَمن عِنْده من المماليك السُّلْطَانِيَّة المركزين بِالْأَعْمَالِ القوصية وأجناد مَرْكَز قوص
سَار الْخياط فِي الْبر الغربي بِنصْف الْعَسْكَر وَسَار أيدمر بِالنِّصْفِ الثَّانِي من الْبر الشَّرْقِي وَهُوَ الْجَانِب الَّذِي فِيهِ مَدِينَة دنقلة (عاصمة مملكة المقرة). فَلَمَّا وصل الْعَسْكَر أَطْرَاف بِلَاد النّوبَة أخلي ملك النّوبَة سمامون الْبِلَاد وَكَانَ صَاحب مكر ودهاء وَعِنْده بَأْس. وَأرْسل سمامون إِلَى نائبة بجوائز مِيكَائِيل وَعمل الدو واسْمه جريس وَيعرف صَاحب هَذِه الْولَايَة عِنْد النّوبَة بِصَاحِب الْجَبَل يَأْمُرهُ بإخلاء الْبِلَاد الَّتِي تَحت يَده أَمَام الْجَيْش الزاحف فَكَانُوا يرحلون والعسكر وَرَاءَهُمْ منزلَة بِمَنْزِلَة حَتَّى وصلوا إِلَى ملك النّوبَة بدنقلة مخرج سمامون وَقَاتل الْأَمِير عز الدّين أيدمر قتالاً شَدِيدا فَانْهَزَمَ ملك النّوبَة وَقتل كثير مِمَّن مَعَه وَاسْتشْهدَ عدَّة من الْمُسلمين. فتبع الْعَسْكَر ملك النّوبَة مسيرَة خَمْسَة عشر يَوْمًا من رواء دمقلة إِلَى أَن أدركوا جريس وأسروه وأسروا أَيْضا ابْن خَالَة الْملك وَكَانَ من عظمائهم فرتب الْأَمِير عز الدّين فِي مملكة النّوبَة ابْن أُخْت الْملك وَجعل جريس نَائِبا عَنهُ وجرد مَعَهُمَا عسكراً وَقرر عَلَيْهِمَا قِطْعَة يحملانها فِي كل سنة وَرجع بغنائم كَثِيرَة مَا بَين رَقِيق وخيول وجمال وأبقار وأكسية.